# Entomophaga ussuriensis
Entomophaga ussuriensis là một loài ruồi trong họ Tachinidae.